# Ceratoculicoides
Ceratoculicoides is een geslacht van stekende muggen uit de familie van de knutten (Ceratopogonidae).

## Soorten
- C. blantoni Wirth and Ratanaworabhan, 1971
- C. longipennis (Wirth, 1952)
- C. moravicus Knoz, 1987
- C. tontoeguri (Havelka, 1980)
- C. virginiana (Wirth, 1951)